# 行部
行部（）は、漢字を部首により分類したグループの一つ。
康熙字典214部首では144番目に置かれる（6画の27番目、申集の5番目）。

## 概要
行部には「行」を筆画の一部として持つ漢字を分類している。
単独の「行」字は複数の字音をもつ、いわゆる多音字であり、『康熙字典』など伝統的な字書では「道を歩く・行く」の意味を最初に掲載していることが多い。その他、「ゆく」系統の字義では、おこなう・従事する、めぐる・運行する、年月が経過するといた意味があり、「道路」系統の字義では行列・交易の場所といった意味がある。
字源としては、「行」字は十字路の形を象る象形文字で、「道路」を意味する単語を表記する。
「行」は意符としては道路や道を歩くことに関する文字に含まれる。「彳」は「行」の省略形であり、意符としてもほとんど同じように使われるが、『説文解字』以来、彳部と行部は別々の部首とするのが慣例となっている。現代中国の『新華字典』『漢語大字典』などでは両者を彳部に統一している。また日本でも字書によっては両者を彳部に統一している場合もある。

## 部首の通称
- 日本：ぎょうがまえ・ゆきがまえ
- 韓国：다닐행부（danil bu、ゆく行部）
- 英米：Radical walk enclosure

## 部首字
行
1. - 中古音
    - 広韻 - 戸庚切、庚韻、平声
    - 詩韻 - 庚韻、平声
    - 三十六字母 - 匣母

  - 現代音
    - 普通話 - ピンイン：xíng 注音：ㄒㄧㄥˊ ウェード式：hsing2
    - 広東語 - Jyutping:hang4 イェール式:hang4

  - 日本語 - 音：コウ（カウ）（漢音）・ギョウ（ギャウ）（呉音）・アン（唐音） 訓：ゆく・おこなう
  - 朝鮮語 - 音：행(haeng) 訓：다닐（danil、ゆく）・행할（haenghal、おこなう）
2. - 中古音
    - 広韻 - 下更切、映韻、去声
    - 詩韻 - 敬韻、去声
    - 三十六字母 - 匣母

  - 現代音
    - 普通話 - ピンイン：xíng（旧xìng） 注音：ㄒㄧㄥˊ（旧ㄒㄧㄥˋ） ウェード式：hsing2（旧hsing4）
    - 広東語 - Jyutping:hang6 イェール式:hang6

  - 日本語 - 音：コウ（カウ）（漢音）・ギョウ（ギャウ）（呉音） 訓：おこない
  - 朝鮮語 - 音：행(haeng) 訓：행실（haengsil、おこない）
3. - 中古音
    - 広韻 - 胡郎切、唐韻、平声
    - 詩韻 - 陽韻、平声
    - 三十六字母 - 匣母

  - 現代音
    - 普通話 - ピンイン：háng 注音：ㄏㄤˊ ウェード式：hang2
    - 広東語 - Jyutping:hong4 イェール式:hong4

  - 日本語 - 音：コウ（カウ）（漢音）・ゴウ（ガウ）（呉音）・ギョウ（ギャウ）（慣用音）
  - 朝鮮語 - 音：행(haeng) 訓：행렬（haengnyeol、行列）・길（gil、道）・가게（gage、みせ）
4. - 中古音
    - 広韻 - 下浪切、宕韻、去声
    - 詩韻 - 漾韻、去声
    - 三十六字母 - 匣母

  - 現代音
    - 普通話 - ピンイン：hàng 注音：ㄏㄤˋ ウェード式：hang4
    - 広東語 - Jyutping:hong4 イェール式:hong4

  - 日本語 - 音：コウ（カウ）（漢音）・ゴウ（ガウ）（呉音）
  - 朝鮮語 - 音：항(hang) 訓：항렬（hangnyeol、行列・輩行字 - 一族内での世代・長幼の序のこと。中国・朝鮮では同世代であれば名前に同じ字を1字つけるといった習俗があった）

甲骨文
金文
大篆
小篆

## 例字
- 行
  - 3:衍、5:衒・術、6:街・衙、9:衝、10衞（衛）・衡

### 最大画数
衢